# Поклонись огню
«Поклонись огню» («Уркуя») — советский фильм 1971 года снятый на киностудии «Киргизфильм» режиссёром Толомушем Океевым.

## Сюжет
В основе фильма подлинная биография Уркуи Салиевой — первой киргизской комсомолки, первой женщины — председателя колхоза в Киргизской АССР.
Киргизская АССР, конец 1920-х годов. В затерянном горном кишлаке, наперекор вековым традициям, председателем сельсовета избирают женщину — 19-летнюю комсомолку Уркую Салиеву. Местные баи даже не мешают этому, надеясь, что у молодой девушки ничего не выйдет и её удастся легко запугать. Но она решительно и с непримиримостью ко всем тем, кто мешает беднякам-односельчанам строить новую жизнь, начинает устанавливать советский порядок в этих местах, бросая дерзкий вызов установленным веками порядкам местных богатеев, не ожидавших такой смелости от «существа второго сорта». Она организует проводку арыка, разделяет земли между бригадами создавая колхоз, распределяет продукты между работающими. Бывшие богатей, выселенные из кишлака и ушедшие в горы к басмачам, организуют сопротивление — пуская в ход анонимку на Уркую, и её арестовывает ГПУ. Весь кишлак вступается за своего председателя и её освобождают. И тогда бандиты расправляются с ней и всей её семьёй.

## В ролях

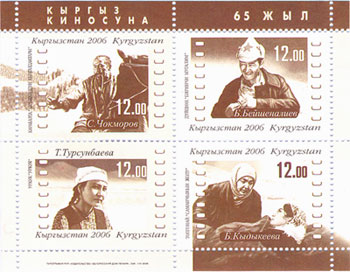
Таттыбуу Турсунбаева в роли Уркуи Салиевой на почтовой марке посвящённой 65-летию киностудии «Киргизфильм», 2008 год

- Таттыбуу Турсунбаева — Уркуя Салиева
- Искендер Рыскулов — Колдош Салиев, её муж
- Болот Бейшеналиев — Азизов
- Сабира Кумушалиева — Бубукан
- Суйменкул Чокморов — Утур уста, кузнец
- Джамал Сейдакматова — Зайбыбы
- Муратбек Рыскулов — Ажи
- Бакирдин Алиев — Барпы
- Джапар Садыков — Абдразак
- Алымкул Алымбаев — Акмат
- Асанбек Кыдырназаров — Смалы
- Советбек Джумадылов — Мойдунов
- Зарема Мадремилова — Калыча
- Насретдин Дубашев — Мурза
- Тургун (Тургунбек) Бердалиев — Теке
- Чолпон Данышманова — Гулайым
- Аскар Сейдалиев — сотрудник ГПУ
- Алмаз Кыргызбаев — Эсен-мaлaй, мельник

В эпизодах: Денизбек Чалапинов, Алиман Джангорозова, Чоробек Думанаев и другие.
Фильм дублирован на русский язык на Киностудии им. М. Горького, главную роль Таттыбуу Турсунбаевой (Уркуя Салиева) дублировала Данута Столярская.

## Съёмки
Натурные съемки велись в Баткенском районе.

## Критика
Полный острых социальных столкновений, он в то же время поэтичен. Этот сплав поэзии и публицистики, острой гражданственности современного политического фильма и черт народного эпоса необыкновенно интересен и делает картину «Поклонись огню» заметным явлением в советском кинематографе.— Татьяна Хлоплянкина — Поклонись огню // Советский фильм, № 1, 1973.

## Награды и фестивали
- Государственная премия Киргизской ССР имени Токтогула Сатылганова — режиссёру Т. Окееву и оператору К. Кыдыралиеву.
- V Всесоюзный кинофестиваль (Тбилиси, 1972) — специальный диплом журнала «Советский экран» — «за показ мужества и героизма советского человека».
- Диплом Международного кинофестиваля стран Азии, Африки и Латинской Америки (Ташкент, 1972).

Фильм участвовал в показах:
- в Центральном Доме кино (Москва) 15 марта 1972 года в специальной программе, посвященной 50-летию образования СССР.
- на Неделе советского кино во Франции в рамках Фестиваля народов СССР во Франции, посвященного 50-летии образования СССР, ноябрь 1972.
- на XVI фестивале авторских фильмов в Сан-Ремо (Италия) в марте 1973 года.